# Девуайон, Паскаль
Паска́ль Девуайо́н (фр. Pascal Devoyon; родился 6 апреля 1953, Париж) — французский пианист.

## Биография
Игре на фортепиано обучался у Бланш Баскурре де Геральди, затем — в классе Лелии Гуссо в Парижской консерватории, которую в 1971 году окончил с первой премией. Мировая известность пришла к Девуайону после его успешных выступлений на международных конкурсах — имени Бузони (1974, вторая премия), конкурсе в Лидсе (1975, третья премия) и шестом Конкурсе имени Чайковского (1978). На московском конкурсе перед финалом француз считался фаворитом, однако жюри присудило ему только второе место, назвав победителем Михаила Плетнёва, чем вызвало крайнее недовольство публики. С конца 1970-х пианист давал многочисленные концерты в Европе, СССР, США, делал записи, среди которых выделяется цикл Равеля «Ночной Гаспар» и Соната Листа. Позднее Девуайон обратился к исполнению камерной музыки, он сотрудничает с виолончелистом Стивеном Иссерлисом, скрипачом Канг Донг-Суком и другими музыкантами. С 1991 года преподаёт в Парижской консерватории, с 1995 — в Берлинском университете искусств, а также в Женевской консерватории, продолжает вести концертную деятельность. Среди его учеников Мелоди Чжао, Кэролайн Фишер и Луи Швицгебель.